# Candy (группа)
Candy — девичья группа из Грузии, победительницы конкурса песни «Детское Евровидение — 2011». Через год группа снялась в Анаклии в видеоклипе на песню «Summer day». На данный момент группа распалась, и каждая участница поёт сольно.

## Состав
В состав группы входят пять исполнительниц: Ирина Хечанови, Мариам Гваладзе, Ана Ханчалян, Гванца Санеблидзе и Ирина Коваленко.
- Ирина (Ири) Хечанови родилась в Тбилиси 3 декабря 2000 года[3]. В 2009 году Ирина стала лауреатом приза «Лучшая певица Тбилиси» конкурса Олимпийской песни. Она принимала участие в песенных конкурсах, проводимых в различных городах Турции. День конкурса «Детского Евровидения — 2011» аккурат совпал с её днём рождения. В 2023 году сольно представила Грузию на «Евровидении-2023», но не прошла в финал.
- Мариам Гваладзе родилась в Рустави 9 февраля 1997 года[3]. Начиная с 2007 года она была участником многочисленных музыкальных фестивалей. Например, она является победителем республиканского конкурса Estrade — New Star 2009. В 2022 году Гваладзе объявляла результаты Албании на конкурсе 2022 года.
- Ана Ханчалян родилась в Тбилиси 19 мая 1996 года. Начиная с 2002 года до настоящего Ана студент Центральной музыкальной Школы Закарии Палиашвили (скрипка) и школы музыки № 2 Тбилиси (классический вокал). В 2010 году она была лауреатом Международного музыкального конкурса в Македонии.
- Гванца Санеблидзе родилась в Кутаиси 26 октября 1997 года[3]. У неё есть также очень хорошие результаты на многих музыкальных фестивалях. Гванца говорит на английском, русском и французском языках.
- Ирина Коваленко родилась в Тбилиси 29 марта 1997 года[3]. С 2006 года она начала брать профессиональные уроки вокала. Она является участником различных конксурсов песни, фестивалей и культурных мероприятий, как в Грузии, и за рубежом. Ира говорит на английском, русском, немецком и учит японский. Вне учебного времени она увлекается теннисом.